# Spectromètre magnétique Alpha
Pour les articles homonymes, voir AMS.
Le spectromètre magnétique Alpha (en anglais : Alpha Magnetic Spectrometer) ou AMS-02 est une expérience de physique des particules installée à bord de la Station spatiale internationale depuis 2011. Il rassemble autour d'un aimant de grande puissance un ensemble de détecteurs qui doivent permettre de caractériser les particules et antiparticules du rayonnement cosmique. En accumulant les observations sur la durée, cette expérience pourrait apporter des éléments de réponse à des questions fondamentales soulevées ces dernières années par la physique, telles que la nature de la matière noire et l'abondance de l'antimatière dans notre Univers. Le recueil des données est planifié sur toute la durée de vie de la Station spatiale internationale mais les premiers résultats publiés en avril 2013 semblent confirmer les théories les plus courantes relatives à l'existence de la matière noire.

## Objectifs
Le spectromètre magnétique Alpha est un instrument qui doit permettre de répondre à des questions fondamentales relatives à l'Univers et à son origine à travers l'étude de quatre types de particules et de rayonnements. Les caractéristiques de l'instrument et son positionnement dans l'espace lui donnent les capacités de :
- identifier la proportion et les caractéristiques des éléments rares composant le rayonnement cosmique galactique tels que les antiprotons, les positons, les rayons gamma diffus, les neutrinos.
- déterminer la proportion d'antimatière présente dans l'Univers en révélant éventuellement la présence d'étoiles d'antimatière dans notre galaxie, la Voie lactée.
- détecter la présence et la nature de la matière noire, qui constitue la majorité de la matière de l'Univers (d'après les mesures réalisées en astrophysique la matière visible ou détectable ne représente que 5 %) à travers la quantification des sous-produits de son annihilation.
- mesurer les rayons gamma très énergétiques produits par les noyaux actifs de galaxie ou par les sursauts gamma et apporter par ce biais des informations sur l'Univers à l'époque du Big Bang.

## Contexte

### Lancement du projet
| |  |  |
| AMS-01 est lancé en juin 1998 à bord de la navette spatiale Discovery dans le cadre de la mission STS-91. L'instrument est visible sur cette photo de la baie cargo de la navette spatiale. |  |  |

En 1995, le physicien américain Samuel Ting, prix Nobel de physique 1976 et membre du Massachusetts Institute of Technology (MIT), propose à la NASA, à la suite de l'annulation du projet américain d'accélérateur de particules (Superconducting Super Collider - SSC), d'installer à bord de la Station spatiale internationale un instrument mesurant l'antimatière présente dans l'Univers. Celui-ci doit analyser le rayonnement cosmique qui sont en grande partie interceptés par l'atmosphère terrestre et ne peuvent donc être observés que de manière indirecte depuis le sol. Dans l'espace, l'instrument envisagé, de grande sensibilité, doit disposer de capacités uniques. La proposition de Ting est acceptée par l'agence spatiale américaine (NASA), qui est à la recherche d'applications scientifiques pour la Station spatiale internationale. Ting est nommé responsable scientifique du projet. L'instrument utilise des technologies déjà mises en œuvre en physique des hautes énergies dans les expériences de physique nucléaire et de physique des particules ainsi qu'en astrophysique. Toutefois, il s'agit du premier spectromètre magnétique envoyé dans l'espace ce qui impose à sa conception de nombreuses contraintes.

### Le prototypeAMS-01
Un prototype, baptisé AMS-01, mettant en œuvre une version simplifiée des détecteurs de l'instrument final, est développé. En juin 1998, l'instrument est embarqué dans le cadre de la mission STS-91 de la navette spatiale Discovery. L'objectif de cette mission est de valider l'utilisation dans l'espace des technologies qui doivent être utilisées par l'instrument final AMS-02, et d'étudier leur comportement. Ce vol de 12 jours ramène une moisson scientifique, et permet de découvrir l'existence d'une ceinture de particules cosmiques autour de l'équateur géomagnétique vers 400 km d'altitude. Les données recueillies durant ce vol font l'objet de plus d'une dizaine de publications scientifiques. Aucun noyau d'antimatière (antihélium) n'est détecté par l'instrument durant son séjour dans l'espace ce qui permet de déterminer que le ratio antihélium/hélium est inférieur à 1,1 10-6.

### Le développement de lAMS-02

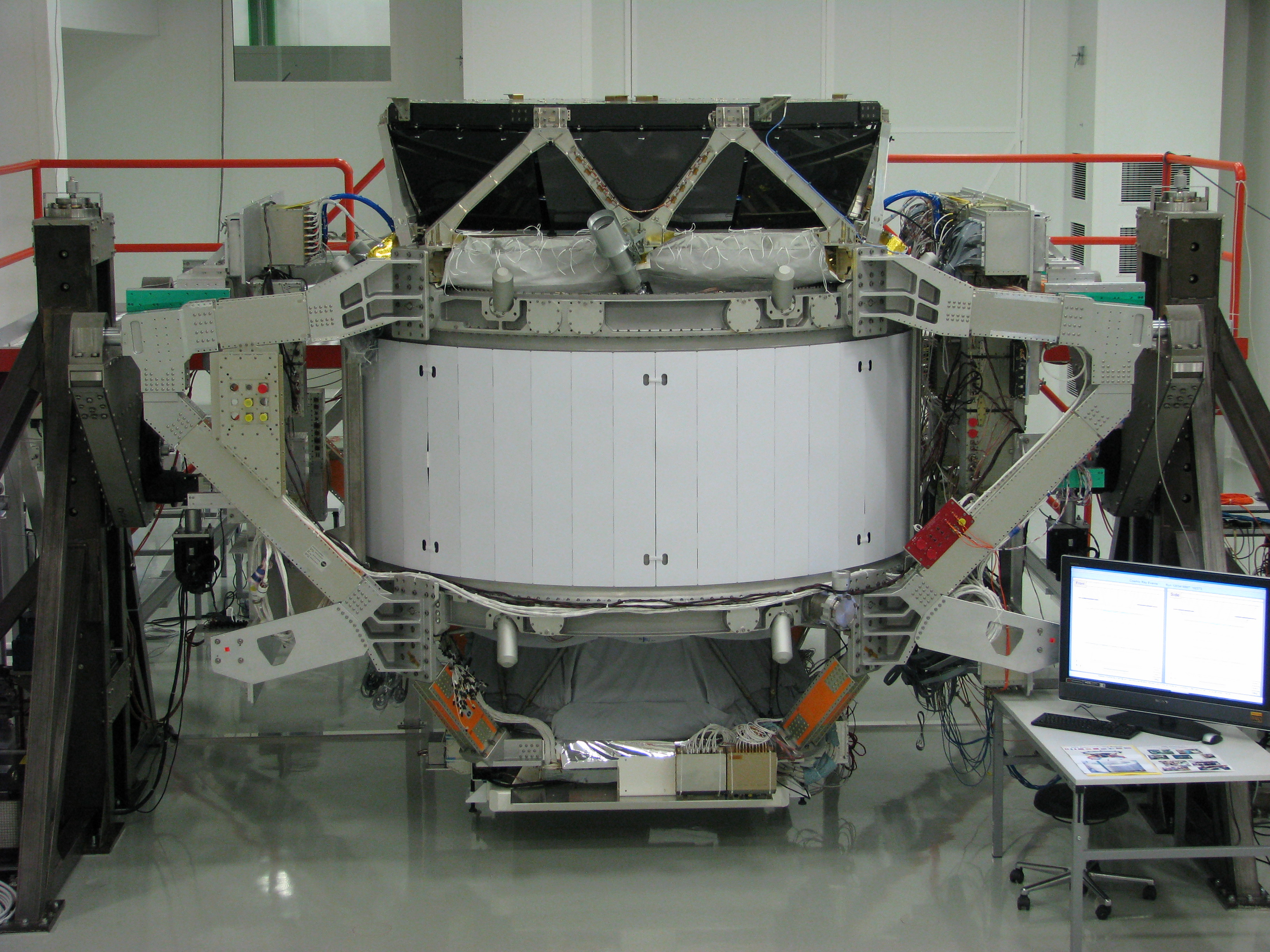
AMS en cours de test au CERN en 2008.

### Le développement de l'AMS-02
Après avoir développé l'AMS-01, Ting commence à développer l'instrument final baptisé AMS-02. Plus de 500 scientifiques venant de 56 institutions de 16 pays sont impliqués dans ce projet qui est piloté par le département de l'Énergie des États-Unis. Outre les États-Unis qui jouent un rôle central, les instituts de recherche des pays suivants sont impliqués : Allemagne, Espagne, Finlande, France, Pays-Bas, Italie, Portugal, Suisse, Chine et Taïwan. AMS-02 comprend à l'origine un électroaimant supraconducteur cryogénique fonctionnant à 1,8 kelvin de grande puissance (environ 20 000 fois le champ magnétique terrestre). Ainsi équipé, ses performances doivent permettre d'améliorer la précision des mesures effectuées jusque-là d'un facteur compris entre cent et mille,.
Alors que le développement est très avancé, une source d'échauffement anormal est découverte dans l'aimant supraconducteur. Aucune explication claire n'est trouvé à ce phénomène. Celui-ci menace de réduire la durée de vie planifiée de trois ans en entraînant une évaporation plus rapide que prévu, les 2 500 litres d'hélium superfluide utilisé pour maintenir l'aimant à la température nécessaire pour le fonctionnement de l'expérience. Avec une durée de vie opérationnelle plus courte, l'aimant supraconducteur perd en grande partie son avantage. Cette conséquence va faciliter son abandon au profit de l'aimant classique utilisé par le prototype d'AMS-01. Le président américain Barack Obama décide au début de son mandat de prolonger la durée opérationnelle de la Station spatiale internationale en la faisant passer de 2015 à 2020. Ceci amène l'équipe projet à opter définitivement pour un aimant classique car avec une durée de fonctionnement qui doit atteindre de 10 à 19 ans, au lieu des 3 ans planifiés pour l'aimant supraconducteur, la quantité beaucoup plus importantes de données obtenues permet de compenser la perte de sensibilité par rapport à la solution alternative.   
Après le vol réussi d'AMS-01, le coût de développement de l'AMS-02 est estimé à 33 millions de dollars américains pour une mise en place en 2003. Mais les difficultés rencontrées dans la mise au point de l'instrument final ainsi que les retards du projet font monter son coût à 1,5 milliard de dollars. Cet accroissement des coûts fait l'objet de vives critiques lorsque le projet frôle par la suite l'annulation.

## Lancement et installation sur la Station spatiale internationale

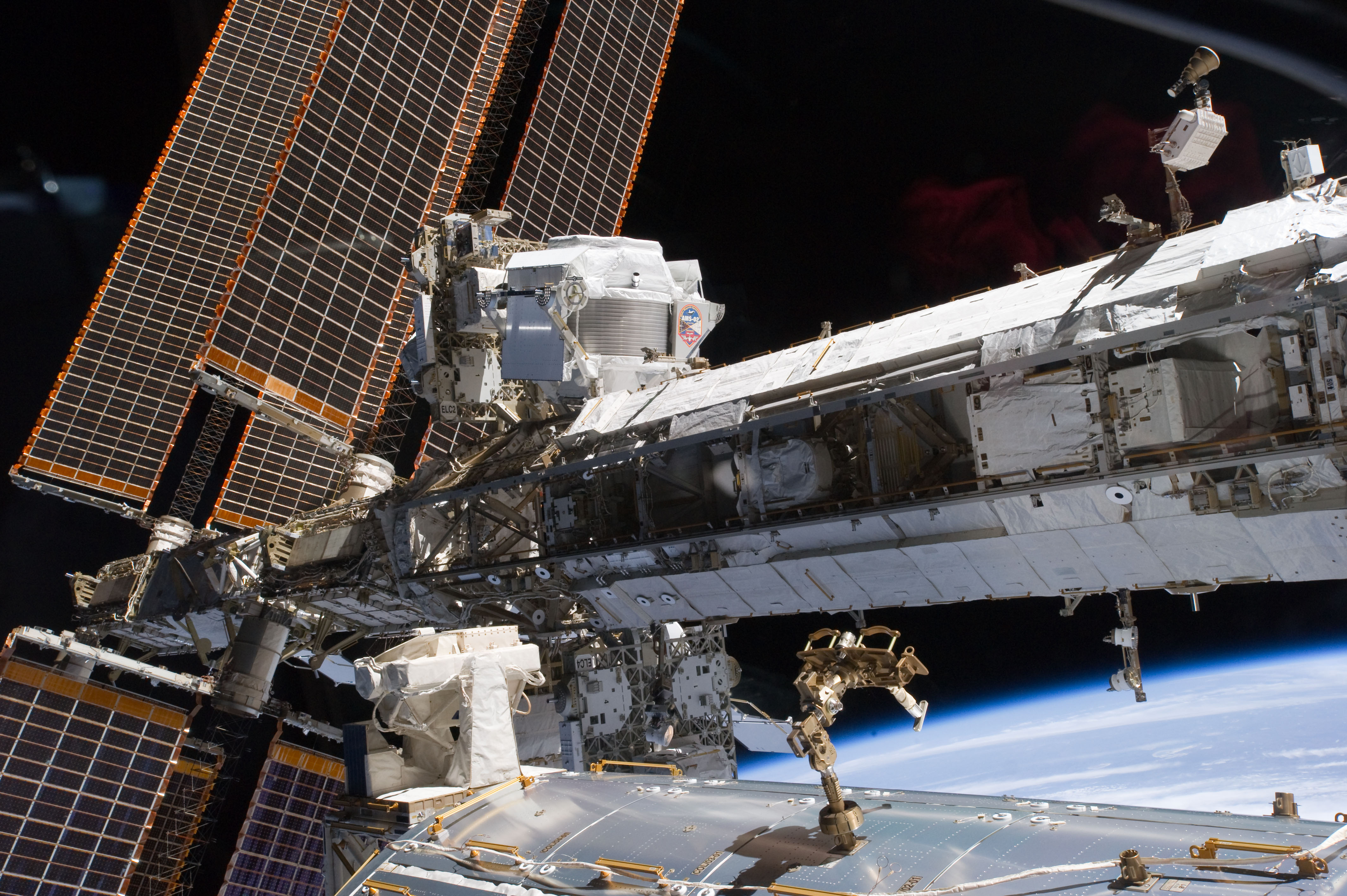
AMS-02 installé sur la poutre S3 de la Station spatiale internationale.

Durant plusieurs années l'aboutissement du projet AMS-02 reste incertain. En effet la destruction de la navette spatiale Columbia en 2003 cloue au sol les navettes spatiales durant deux ans et demi. Les autorités américaines décident à la suite de cet accident de retirer du service en 2010 les navettes considérées comme un système de transport spatial trop dangereux. Un certain nombre de vols de navette planifiés sont en conséquence annulés dont celui qui doit transporter AMS-02. En 2006, la NASA tente de trouver une solution alternative pour amener l'instrument en orbite mais toutes les solutions de transport étudiées s'avèrent trop coûteuses. Un amendement au budget de la NASA ajoutant un vol de la navette spatiale destiné à l'emport de AMS-02 est proposé mi-2008, et est finalement voté par le Congrès des États-Unis puis approuvé par le président américain George W. Bush le 15 octobre 2008,,.
Le 20 mai 2011, AMS-02 est installé sur la Station spatiale internationale (en anglais : International Space Station ou ISS) au cours de la mission STS-134 de la navette spatiale Endeavour. L'instrument est installé sur la poutre de la Station spatiale internationale de 108 mètres de long qui sert de support aux panneaux solaires, aux radiateurs du système de régulation thermique et à différents équipements scientifiques de la Station spatiale internationale. L'axe du détecteur est incliné de 10° par rapport à l'axe vertical de la Station spatiale internationale pour que les particules qui entrent dans le cône de sensibilité de l'instrument ne traversent pas les panneaux solaires. AMS-02 doit fonctionner jusqu'à la fin de la durée de vie de la Station spatiale internationale qui peut intervenir vers 2030.

## Panne des pompes du système de régulation thermique
En avril 2017, alors que l'instrument AMS-02 a déjà doublé sa durée de vie planifiée de 3 ans, la première des quatre pompes faisant circuler le fluide caloporteur dans le circuit de thermorégulation tombe en panne. Cette défaillance touche les unes après les autres les autres pompes et en novembre 2019 la seule pompe encore opérationnelle ne fonctionne plus que de manière intermittente. Or AMS-02 ne peut fonctionner sans son système de régulation thermique. L'instrument n'est pas conçu pour subir des opérations de maintenance dans l'espace mais la NASA commence dès novembre 2015 à mettre au point les procédures permettant d'effectuer une réparation en vol. Un plan de réparation complexe est mis au point par l'agence spatiale. Celle-ci présente de nombreuses difficultés : il n'y a ni main courante, ni cale-pieds, pour permettre à l'astronaute de s'assurer, certains écrous ne sont pas conçus pour pouvoir être dévissés dans l'espace ou être manipulés avec les outils disponibles, les circuits ne sont pas conçus pour être vidangés sans risque dans l'espace, certains tubes doivent être sectionnés créant des pièces susceptibles de perforer les combinaisons spatiales. Pour effectuer la réparation, la NASA développe 25 nouveaux outils et quatre sorties extravéhiculaires de l'équipage sont planifiées pour remettre en état l'instrument AMS-02. Au cours de la première sortie qui a lieu le 15 novembre 2019 et qui dure 6 heures 39, les astronautes Andrew R. Morgan de la NASA et Luca Parmitano de l'Agence spatiale européenne enlèvent le revêtement qui couvre AMS-02 et le protège des débris spatiaux. Ce revêtement qui n'est pas conçu pour être emmagasiné sur la poutre en attendant son évacuation dans un des véhicules cargos spatiaux et ne peut être emmené dans le sas à cause de son encombrement est largué dans l'espace. Du fait de son rapport surface/masse, il doit très rapidement perdre de l'altitude et être détruit en effectuant une rentrée atmosphérique,. Le 22 novembre 2019, au cours de la deuxième sortie d'une durée de 6 heures 33, les astronautes Andrew R. Morgan de la NASA et Luca Parmitano achèvent le retrait des composants du revêtement qui a été retiré au cours de la sortie précédente, coupent 6 tubes des circuits de régulation thermiques et évacuent le dioxyde de carbone qui sert de fluide caloporteur et modifient le système d'alimentation électrique. Les mêmes astronautes doivent effectuer deux autres sorties programmées dans les semaines qui viennent pour achever la réparation,.

## Caractéristiques techniques
L'instrument permet de mesurer les caractéristiques des particules à haute énergie qui traversent l'espace. 

### L'aimant
Pour effectuer ses mesures AMS-02 utilise un aimant d'une puissance de 0,15 tesla générant un champ magnétique 3 000 fois plus important que celui de la Terre. Celui-ci se présente sous la forme d'un cylindre de 1,105 mètre de diamètre et de 0,8 mètre de hauteur. Il est constitué de 6 000 pièces en alliage néodyme-fer-bore collées les unes aux autres et magnétisées. Cet aimant est utilisé auparavant par le prototype AMS-01. L'aimant permet de séparer les particules et les anti-particules qui ont une charge électrique opposée en modifiant leur trajectoire dans des directions opposées. La forme de la trajectoire des particules déviées par l'aimant permet de mesurer l'impulsion de celles-ci,,.

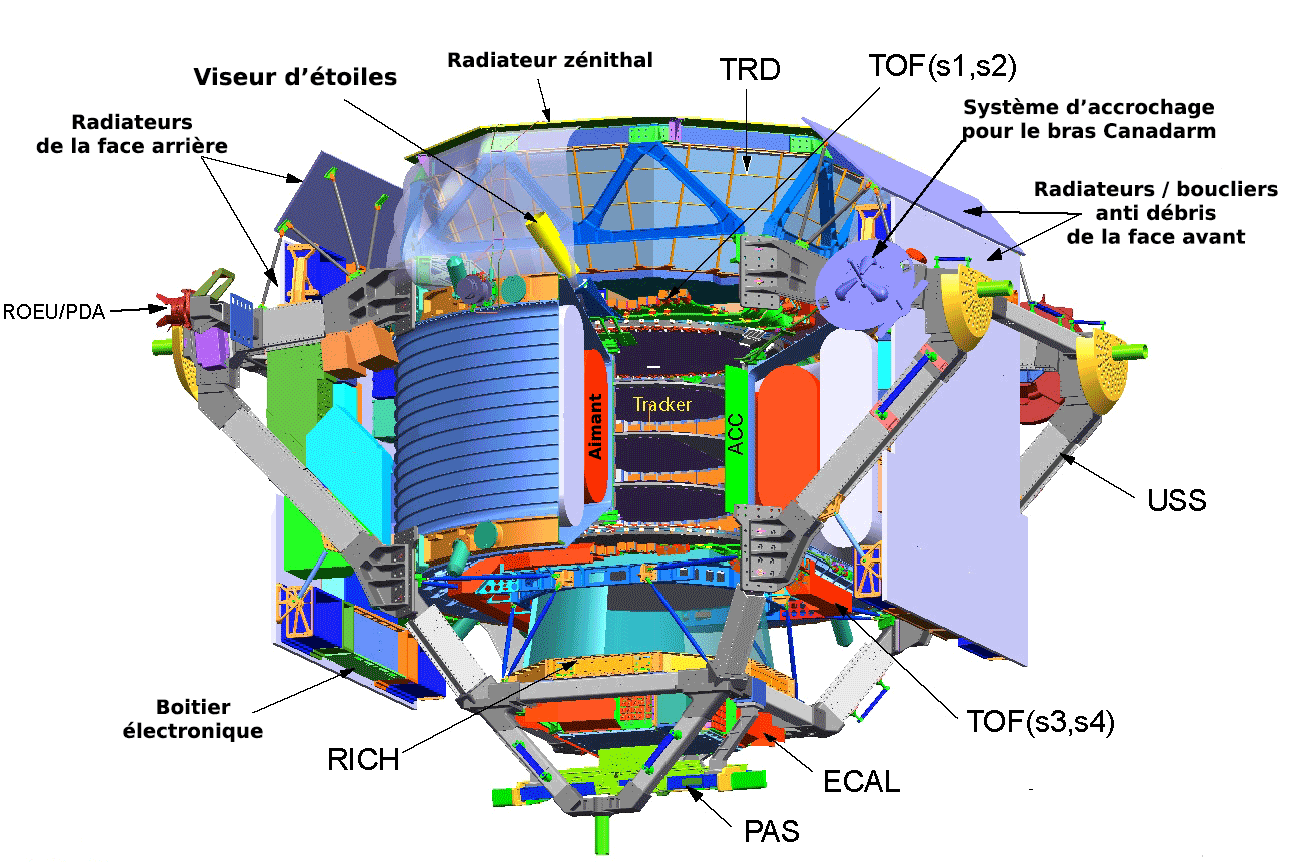
Le schéma de AMS-02.

Une dizaine de détecteurs sont utilisés pour identifier les particules qui parviennent jusqu'à l'instrument. Les  principaux sont :

### Détecteur de rayonnement de transition TRD
Le détecteur de rayonnement de transition TRD (Transition Radiation Detector) est le premier détecteur traversé par les particules. Il permet de distinguer les particules par leur masse ce que les autres instruments ne peuvent pas distinguer du fait de leur vitesse proche de celle de la lumière. En effet, en application de la loi de la relativité restreinte des particules comme le proton et l'électron, dont la masse au repos est dans un rapport de un à 2 000, ont une quantité de mouvement proche à cette vitesse. Or les principaux détecteurs, en particulier le trajectographe (Tracker), identifient les particules à travers cette donnée. L'instrument TRD, lui, est sensible au rapport énergie/masse qui reste très différent pour l'électron et l'antiparticule correspondante le positon d'une part et le proton (et antiproton) d'autre part. TRD est utilisé pour identifier les électrons et surtout les positons parmi les autres particules incidentes. Il repose sur l'analyse du rayonnement de transition émis par une particule chargée lorsqu'elle traverse un milieu non homogène comme la superposition de couches de matériaux différents. L'instrument est constitué de 328 modules regroupés en 20 couches. Chaque module est composé d'un couche de matériau plastique de 20 mm d'épaisseur auquel succède 16  détecteurs en forme de paille remplis d'un mélange de xénon (80 %) et de CO² (20 %). Lorsqu'un électron ou un positon traverse les couches successives de plastique et de vide il déclenche l'émission d'un rayon X alors que le proton ou l'antiproton ne le fait pas. AMS-02 dispose de réservoirs de xénon (40 kg) et de CO² (2 kg) utilisés pour maintenir le ratio des deux gaz avec une précision de 1 % ainsi qu'écarter les impuretés sous un seuil donné,,.

### Trajectographe au silicium Tracker
Le trajectographe au silicium (Tracker) mesure la trajectoire de la particule déviée par l'aimant en déterminant 8 de ses points de passage. Ceci permet de calculer la courbure de sa trajectoire. À charge électrique identique, une particule plus légère a un rayon de courbure plus élevé. Cet instrument est utilisé pour distinguer la matière de l'antimatière. Le trajectographe est constitué de 2 264 capteurs à double face en silicium représentant une surface sensible de 6,2 m2,.

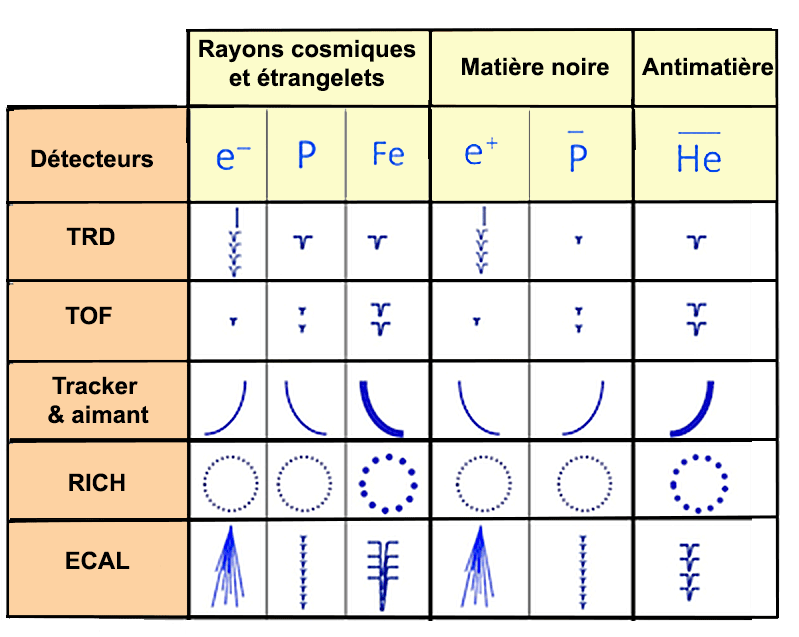
Les signatures des principaux types de particule vues par les détecteurs du spectromètre magnétique Alpha : de gauche à droite signatures de l'électron, du proton, de l'ion de fer, du positon (antiélectron), de l'antiproton et de l'antihélium.

### Calorimètre ECAL
Le calorimètre ECAL (Electromagnetic CALorimeter) permet de séparer les positons et les protons. Ceux-ci ont une charge électrique et un signe identique mais le positon est 2 000 fois plus léger. Le proton et le positon lorsqu'ils traversent le détecteur ECAL déclenchent une gerbe électromagnétique aux caractéristiques très différentes,,.

### Détecteur imageur annulaire Tcherenkov RICH
Le détecteur imageur annulaire Tcherenkov RICH (Ring Imaging CHerenkov) est chargé de mesurer la vitesse des particules arrivant à des vitesses proches de celle de la lumière avec une précision de 0,1 %. Cet instrument permet par exemple de différencier les isotopes de Béryllium-9 et Béryllium-10 dont la masse très proche ne diffère que de 10 % et qui ne peuvent être identifiés individuellement par les autres détecteurs. RICH exploite le fait que la lumière se déplace moins vite dans le verre que dans le vide. Lorsqu'une particule arrive à une vitesse proche de la lumière et pénètre dans le verre du détecteur, il se produit un phénomène baptisé effet Vavilov-Tcherenkov équivalent au passage du mur du son : la particule émet une gerbe de lumière de forme conique. L'angle d'ouverture du cône est proportionnel à la vitesse de la particule. Des centaines de petits tubes photomultiplicateurs mesurent la forme lumineuse circulaire créée,,.

### Détecteurs à temps de vol TOF
Deux détecteurs à temps de vol TOF (Time of flight) positionnés en entrée et en sortie de l'axe de l'aimant détectent l'arrivée et la sortie des particules qui traversent l'instrument. Lorsque le TOF situé à l'entrée de l'aimant détecte une particule, il envoie un signal aux autres détecteurs. Un autre signal est émis par le TOF situé à l'autre extrémité pour signaler aux détecteurs la sortie de la particule. Les TOF permettent également d'évaluer la charge électrique de la particule et de déterminer dans quelle sens la particule traverse l'aimant ce qui contribue à identifier les particules d'antimatière. Chaque TOF est constitué de deux détecteurs à scintillation. Les deux TOF sont écartés d'environ 1 mètre et ont une précision de 150 picosecondes ce qui permet de mesurer les particules ayant une vitesse allant jusqu'à 98 % de la vitesse de la lumière,.

### Détecteur anti-coïncidence ACC
Le détecteur anti-coïncidence ACC (Anti-Coincidence Counter) permet d'exclure les particules qui ne traversent pas l'instrument de manière optimale. Environ 10 000 particules venant de toutes les directions traversent à chaque seconde l'AMS-02 mais seules celles traversant l'ensemble des détecteurs donc qui ont une trajectoire plus ou moins parallèle à l'axe du cylindre, soit environ 2 000 particules par seconde, permettent des mesures précises et sont retenues. L'ACC est un instrument de forme cylindrique qui entoure l'aimant et qui détecte les particules qui le traversent. L'électronique de l'AMS-02 ne prend en compte que les particules qui sont détectées par les deux TOF et ne le sont pas par l'ACC. Ce détecteur a des caractéristiques très proches de celles des TOF. Il est constitué de deux fines couches de plastique scintillateur qui émettent des flash de lumière lorsqu'ils sont traversés par des particules. Ces flashs sont détectés par des tubes photomultiplicateurs. Ceux-ci ne fonctionnant pas dans des champs magnétiques élevés, les tubes photomultiplicateurs sont installés loin de l'aimant. Des fibres optiques sont chargées de transporter les photons émis par le plastique jusqu'aux détecteurs,,.

### Les autres dispositifs
La géométrie du trajectographe au silicium (Tracker) qui permet de reconstituer la trajectoire des particules est soumise à des déformations dans l'espace du fait des changements thermiques à la fois rapides et importants lorsque l'instrument transite entre la partie de son orbite située à l'ombre de la Terre et la partie éclairée. Il est important que ces déformations soient mesurées pour que la trajectoire des particules puisse être déterminée avec précision. Le détecteur TAS (Tracker Alignment System) permet de mesurer les modifications de la géométrie avec une précision de 5 microns. La mesure repose sur 10 lasers dont le faisceau infrarouge émet dans une longueur d'onde capable de traverser les 7 couches de module Tracker.
AMS-02 dispose de deux viseurs d'étoiles qui sont des petits télescopes situés sur des faces opposées de l'instrument pour qu'au moins un des deux instruments soit à tout moment face à une étoile. Ceux-ci sont utilisés pour déterminer en permanence l'orientation de l'instrument dans le ciel. La précision de ces capteurs est supérieure à celle des équipements similaires de la Station spatiale internationale. Les données fournies par les viseurs d'étoiles sont utilisées pour déterminer l'origine des rayons gamma mesurés par l'instrument. Les émissions de certaines sources de rayons gamma, tels les sursauts gamma, les supernova et les pulsars, évoluent très rapidement dans le temps. Il est donc important d'enregistrer avec une très grande précision l'heure de l'arrivée des rayons gamma pour pouvoir rapprocher ces observations avec celles effectuées par des télescopes basés sur la Terre. Ce rapprochement est effectué grâce à la datation très précise de l'événement réalisée par le biais du top horaire fourni par un récepteur GPS,.

## Résultats
AMS enregistre depuis sa mise en fonctionnement environ 1 000 rayons cosmiques par seconde en  générant 300 kilooctets[réf. souhaitée]  de données transmis aux centres de recherche sur Terre. Début 2013, AMS-02 a détecté 25 milliards d'événements liés à des rayons cosmiques en 18 mois de fonctionnement. Les premiers résultats scientifiques présentés le 3 avril 2013 reposent sur l'analyse par les détecteurs de 400 000 positons (la particule d'antimatière correspondant à l'électron) d'une énergie comprise entre 10 GeV et 350 GeV soit la plus grande quantité d'antimatière étudiée jusque-là dans l'espace. Les mesures effectuées démontrent qu'il y a un léger excédent de positons par rapport à ce que les calculs prévoient en l'absence de matière noire. La proportion de positons parmi les particules composant les rayons cosmiques est croissante entre 10 GeV et 350 GeV mais la pente décroit d'un ordre de grandeur pour les particules dont l'énergie est comprise entre 20  et   350 GeV. Les données recueillies n'indiquent aucune variation du nombre de positons dans le temps et selon leur incidence. Compte tenu de cette absence d'anisotropie, l'excédent de positons ne peut pas être émis par une source conventionnelle localisée comme un pulsar. Les résultats sont conformes à la présence de matière noire dans l'espace dont l'annihilation génère ces positons mais d'autres explications ne sont pas complètement exclues,.
AMS-02 détecte également en 2016 un excès d'antiprotons par rapport aux prédictions théoriques. Les données sont d'interprétation délicate en raison de plusieurs sources d'incertitudes mais après une analyse plus poussée publiée en 2019, il semble que cette observation soit cohérente avec l'existence de matière noire.

## Galerie

Estimation (en 2007) de la distribution de la matière noire et de l'énergie sombre dans l'Univers
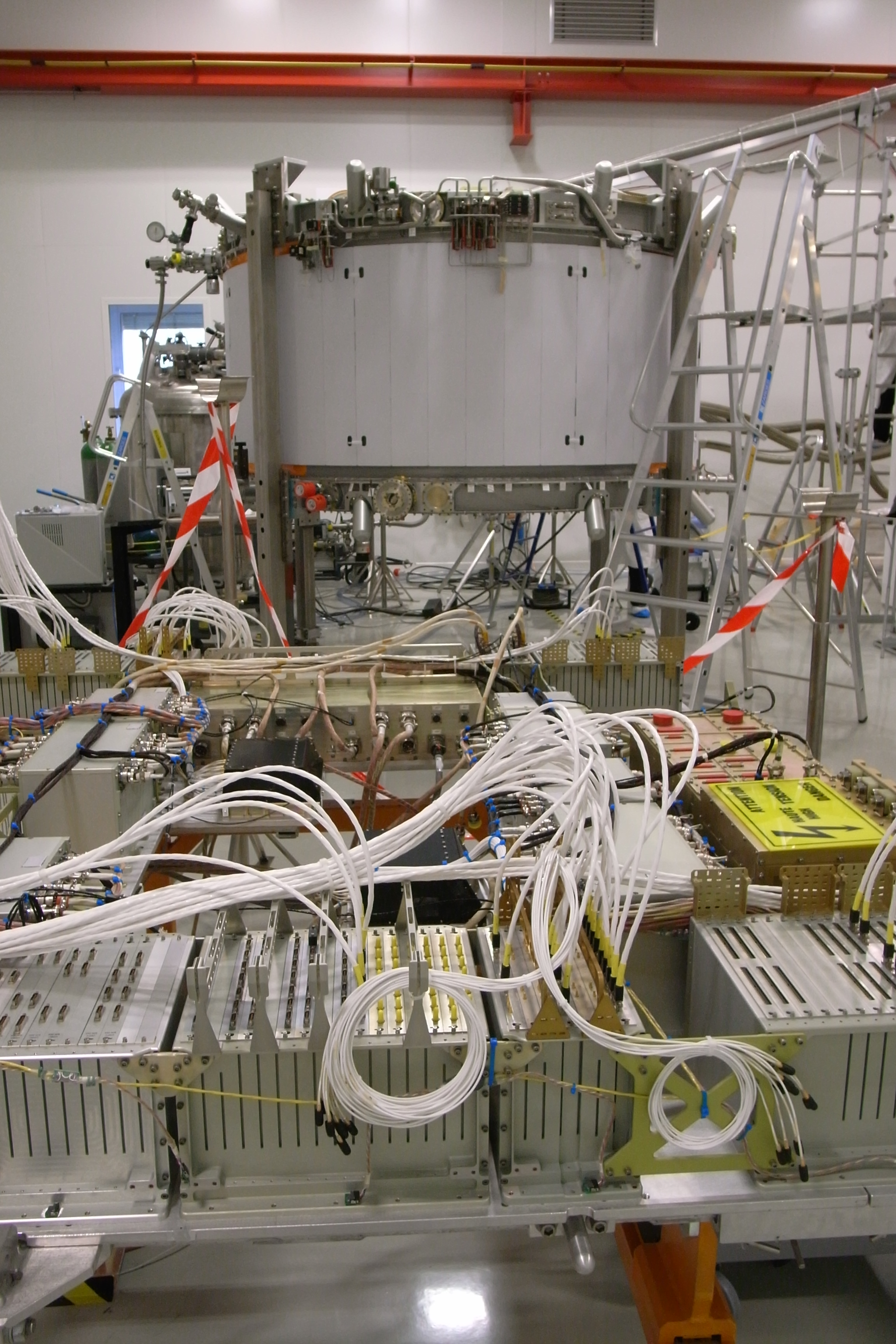
Un élément central de l'expérience AMS-02 dans la salle blanche au CERN
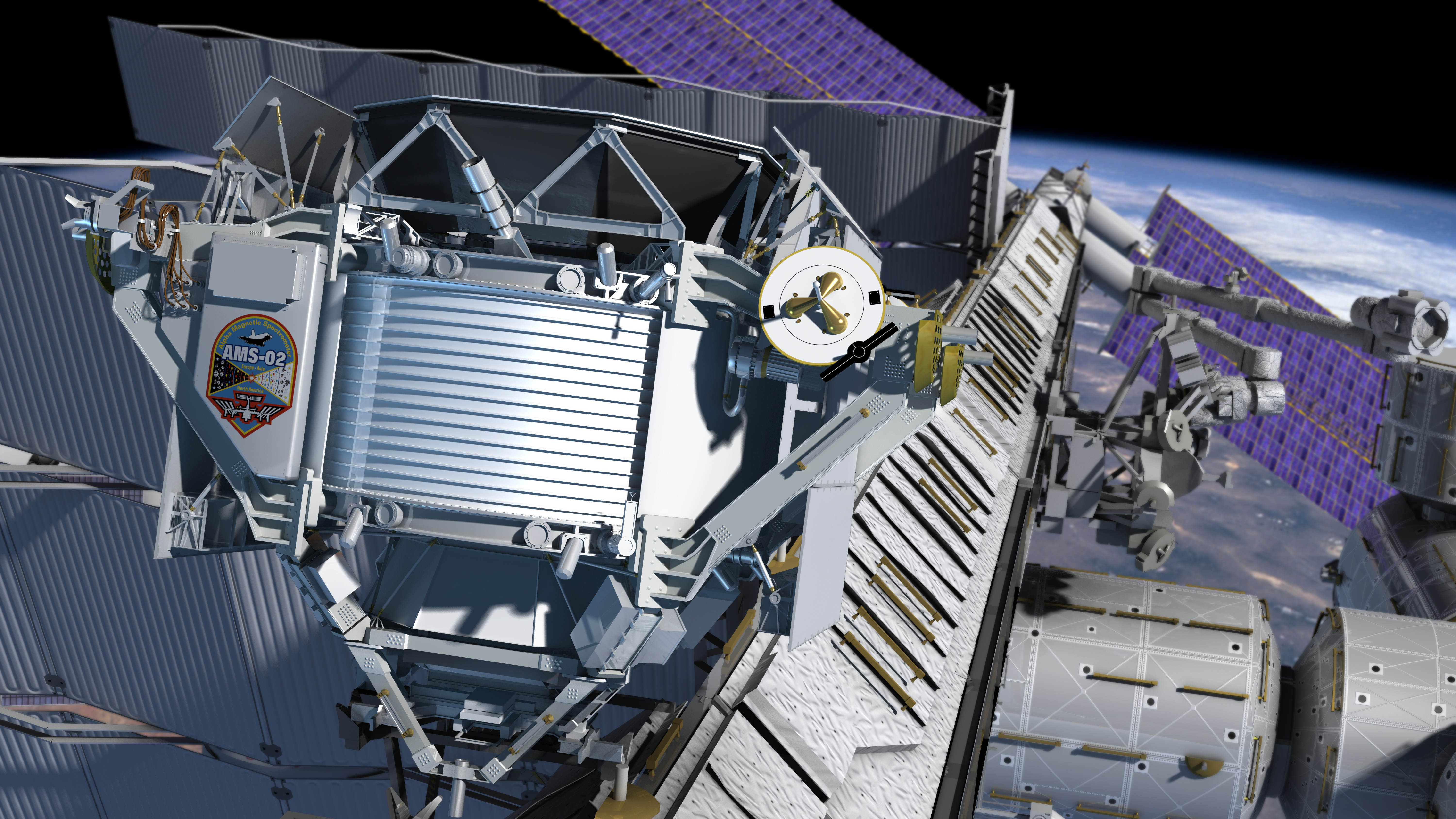
Image de synthèse : AMS-02 installé sur le site de fixation de charge utile S3 de l'ISS